# Archiearis dealbata
Archiearis dealbata là một loài bướm đêm trong họ Geometridae.